# Trepanación

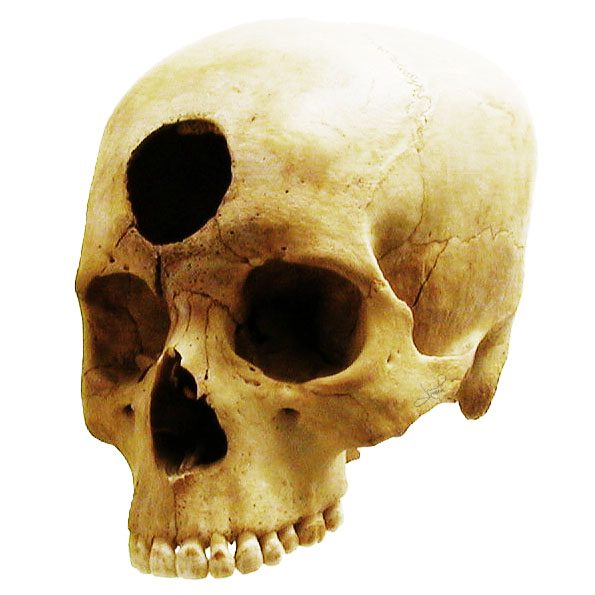
Cráneo perteneciente a la cultura Nazca que muestra una trepanación frontal, presumiblemente para tratar una inflamación.

La trepanación es una práctica médica que consiste en agujerear el cráneo. Es considerada como una de las técnicas quirúrgicas más antiguas que se conocen, siendo practicada en varias partes del mundo en épocas prehistóricas; incluso en la actualidad aún hay culturas  que la practican. Antiguamente se realizaba con el objetivo de eliminar enfermedades consideradas de origen cerebral, mientras que en la actualidad se emplea como acceso quirúrgico en algunas operaciones de neurocirugía, como es el caso de tumores cerebrales o para tratar el hematoma subdural cuando cursan con hipertensión intracraneal.La trepanación craneana es un proceso médico que ha sido utilizado por diversas culturas a los largo de la historia. Sin embargo, un estudio realizado por investigadores de la Universidad de Miami en Florida, determinó que la cultura Inca fue la que mejor desarrolló esta práctica.

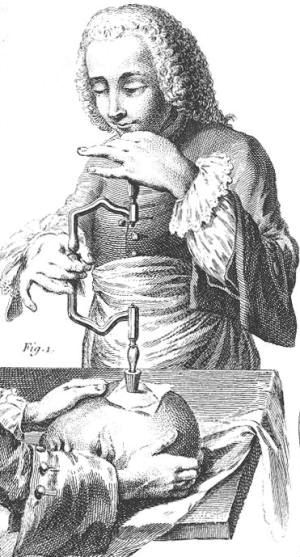
Ilustración del de una trepanación en Francia.

La investigación reveló que las trepanaciones realizadas por los antiguos peruanos hace miles de años atrás permitían que los pacientes operados vivan más tiempo.El proceso de trepanación implica hacer un agujero en el cráneo utilizando un instrumento quirúrgico especializado, conocido como trépano. En la actualidad, estos instrumentos están altamente especializados y diseñados para maximizar la precisión y minimizar el daño al tejido cerebral subyacente. Por lo general, se realiza un corte en el cuero cabelludo para exponer el cráneo, luego se utiliza el trépano para hacer un agujero en el hueso. Durante este proceso, se toman todas las precauciones para minimizar el riesgo de daño al cerebro.

## Historia
La primera noticia que se tiene de un cráneo prehistórico con una clara evidencia de trepanación se localizó en 1685 por Montfaucon en Cocherel, Francia. También en España han sido hallados depósitos arqueológicos con bastantes evidencias de tal práctica.
Se tienen indicios de su práctica desde la era neolítica, pues se han descubierto cráneos trepanados. Se cree, por pinturas encontradas en cuevas, que el ser humano neolítico creía que este tipo de cirugía podía curar ataques de epilepsia, migrañas y desórdenes mentales. Según el historiador Jorge Juan Eiroa, algunos cráneos del Paleolítico que presentaron signos de trepanación lograron sobrevivir ya que se puede apreciar un crecimiento óseo posterior.
Las prácticas místicas por lo general se debían a la creencia de que una cefalea u otras enfermedades ubicadas en la región anatómica correspondiente al cráneo, se debían a demonios que debían ser expulsados del encéfalo haciendo un orificio en el cráneo, ya que se tenía la creencia de que los espíritus malignos podían abandonar el cuerpo por medio de esta intervención.
En la antigua Grecia, Hipócrates explicó el procedimiento para realizar una trepanación. Esta técnica consistía en sedar a la persona con hierbas o embriagándolo, le extirpaban la parte del hueso de la cabeza que estuviese en mal estado y le colocaban una placa de metal. Se desconoce si en realidad funcionaba pues en la actualidad no hay ningún texto que lo afirme. 

## Trepanación en las Américas
En el caso del continente americano, existen ejemplos aislados, siendo las zonas de Perú, Bolivia y el valle de Oaxaca, en México, los lugares en los que se desarrolló con más frecuencia.
Esto se practicó en la cultura paracas de Perú, donde al finalizar la operación se colocaba una lámina de oro para que se cerrara la herida. De la misma forma fue practicado por la civilización incaica con el propósito de eliminar fragmentos de huesos o armas, que quedaban incrustadas en el cráneo, tras accidentes o enfrentamientos bélicos. Como anestesia se usaba la coca y la chicha en grandes cantidades y se sabe que también conocieron el uso de vendas.

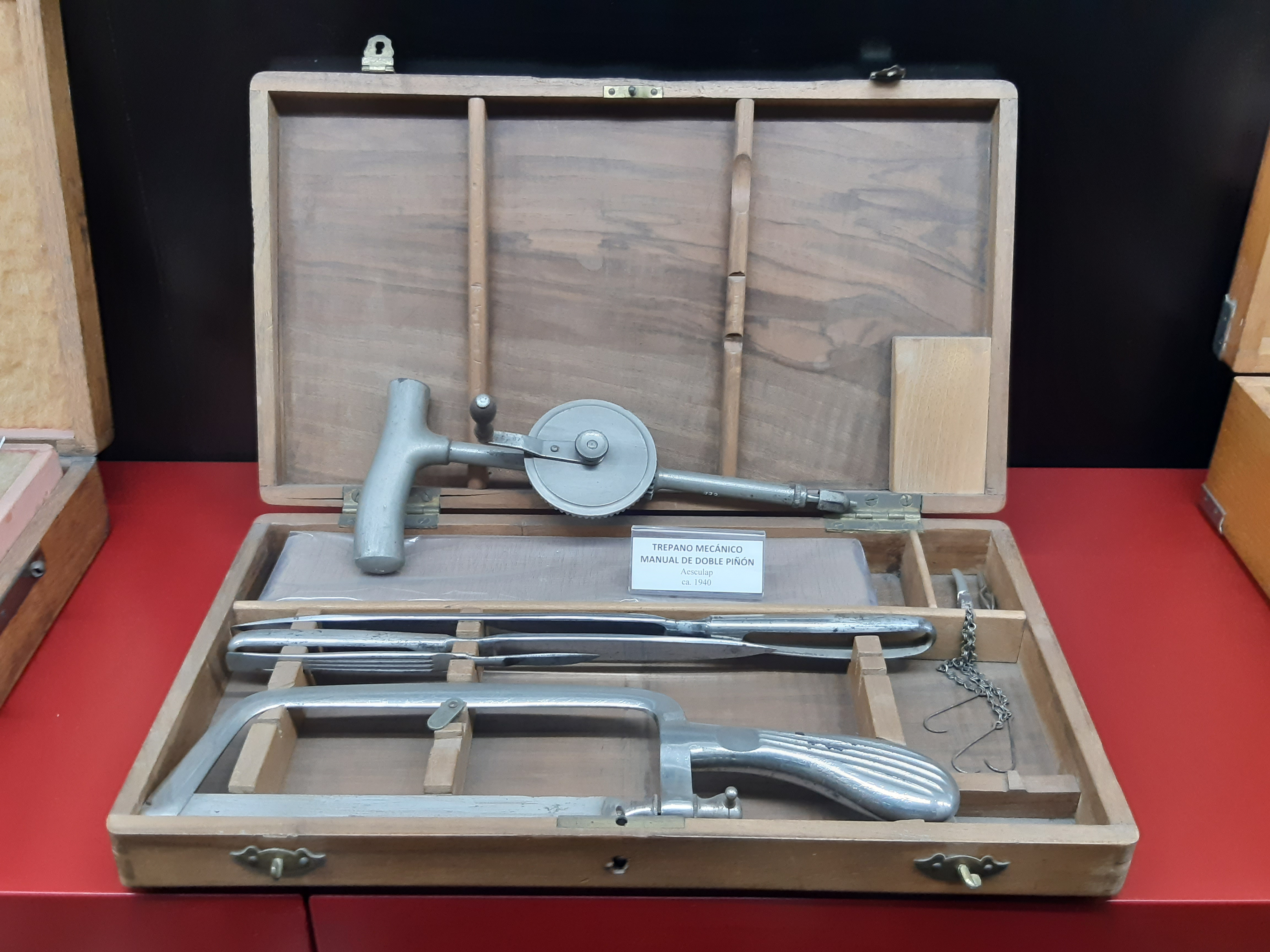
Trepano mecánico manual de doble piñón, marca Aesculap, de 1940

Se conocen cuatro técnicas de trepanación en la cultura inca:
- Por raspado: se conoce como la técnica más antigua.
- Por incisiones linares: frecuentemente formado por una abertura poligonal o cuadrilateral.
- De forma oval o circular: con un borde biselado a expensas de la taba externa.
- Por perforaciones circulares múltiples: formado por una serie de agujeros redondos de forma alineada.

Un porcentaje alto de cráneos trepanados mostraban índices de supervivencia al método. En general, las trepanaciones hechas por raspado y en forma circular muestran cifras de supervivencia más altas, mientras que las realizadas por incisiones linares y por perforaciones circulares múltiples muestran los índices más bajos.

### Las trepanación en el antiguo Perú y las clases sociales
La cultura Paracas desarrollada en Ica Perú, practicaron este tipo de operaciones para salvar vidas; en muchos casos los lograron con éxito prueba de ello es el callo óseo formado luego de la operación (evidencia de crecimiento de tejido óseo en la zona intervenida). Sin embargo, ellos también usaron materiales, cuchillos para operar así como el relleno en las cirugías que hacían determinaban  la clase o nivel social de la persona intervenida. El cuchillo más usado fue el de obsidiana, así como el de plata y oro, según la importancia social de la persona operada. En el relleno, se usó los metales de  cobre, plata y oro, según evidencia encontrada en sus momias. Si el operado era del pueblo se usaba cobre, si era un guerrero o sacerdote, plata y si era de la realeza se evidencia el uso del oro, así como la deformación de los cráneos. Esto se puede apreciar en el museo Larco de Lima. Perú.